# Thrasya campylostachya
Thrasya campylostachya är en gräsart som först beskrevs av Eduard Hackel, och fick sitt nu gällande namn av Mary Agnes Chase. Thrasya campylostachya ingår i släktet Thrasya och familjen gräs. Inga underarter finns listade i Catalogue of Life.